# Andrej Kontjalovskij
Andrej Kontjalovskij (russisk: Андрей Сергеевич Михалков-Кончаловский) (født 20. august 1937 i Moskva i Sovjetunionen) er en sovjetisk filminstruktør.

## Filmografi
- Sud sumassjedsjikh (Суд сумасшедших, 1961)
- Den første lærer (Первый учитель, 1965)[1][2]
- Istorija Asi Kljatjinoj, kotoraja ljubila, da ne vysjla zamuzj (История Аси Клячиной, которая любила, да не вышла замуж, 1966)
- En adelig rede (Дворянское гнездо, 1969)
- Djadja Vanja (Дядя Ваня, 1970)
- En romance om forelskelse (Романс о влюблённых, 1974)
- Sangen om Sibirien (Сибириада, 1979)
- Inderkredsen (Ближний круг, 1991)
- Kurotjka Rjaba (Курочка Ряба, 1994)
- Dom durakov (Дом дураков, 2002)
- Gljanets (Глянец, 2007)
- The Postman's White Nights (Белые ночи почтальона Алексея Тряпицына, 2014)
- Raj (Рай, 2017)
- Kammerater! (Дорогие товарищи!, 2020)